# CONCACAF Gold Cup 2002
La CONCACAF Gold Cup 2002 è stata la 16ª edizione (la 6ª con la formula attuale) di questo torneo di calcio continentale per squadre nazionali maggiori maschili organizzato dalla CONCACAF.
Il torneo si è disputato negli Stati Uniti d'America dal 18 gennaio al 2 febbraio 2002, nelle città di Miami e Pasadena.
La formula adottata per il torneo fu la medesima dell'edizione precedente: le dodici squadre partecipanti furono divise in 4 gruppi composti da 3 squadre ciascuno e le prime due classificate di ciascun girone avrebbero passato il turno qualificandosi per i successivi quarti di finale.
Furono invitate alla manifestazione anche due squadre non appartenenti alla CONCACAF: l'Ecuador (CONMEBOL) e la Corea del Sud (AFC). Il trofeo fu vinto per la seconda volta dagli Stati Uniti, che sconfissero 2-0 la Costa Rica in finale.
Nel corso del torneo i calciatori cubani Alberto Delgado e Rey Ángel Martínez approfittarono della manifestazione per fuggire da Cuba e rimanere negli USA.

## Formula
- Qualificazioni

38 membri CONCACAF: 12 posti disponibili per la fase finale. Stati Uniti (come paese ospitante), Canada (come detentore del titolo), Ecuador (in qualità di ospite della manifestazione, affiliata alla CONMEBOL) e Corea del Sud (in qualità di ospite della manifestazione, affiliata all'AFC) sono qualificati direttamente alla fase finale. Rimangono 36 squadre per otto posti disponibili per la fase finale. Le squadre e i posti disponibili sono suddivisi in tre zone di qualificazione ed un playoff interzona: Nord America (1 posto), Centro America (3 posti), Caraibi (3 posti), Playoff interzona (1 posti).
Zona Nord America - 1 squadra, accede di diritto alla fase finale.
Zona Centro America - 7 squadre, partecipano alla Coppa delle nazioni UNCAF 2001, le prime tre classificate si qualificano alla fase finale, la quarta classificata accede al playoff interzona.
Zona Caraibi - 28 squadre, partecipano alla Coppa dei Caraibi 2001, le prime tre classificate si qualificano alla fase finale, la quarta classificata accede al playoff interzona.
Playoff interzona - 2 squadre, giocano partite di andata e ritorno, la vincente si qualifica alla fase finale.
- Fase finale

Fase a gruppi - 12 squadre, divise in quattro gruppi da tre squadre. Giocano partite di sola andata, le prime due classificate accedono ai quarti di finale.
Fase a eliminazione diretta - 8 squadre, giocano partite di sola andata. La vincente si laurea campione CONCACAF e si qualifica alla FIFA Confederations Cup 2003.

## Squadre partecipanti
| Pr. | Squadra           | Data di qualificazione certa | Partecipante in quanto                               | Partecipazioni precedenti al torneo                                               | Ultima presenza          |
| --- | ----------------- | ---------------------------- | ---------------------------------------------------- | --------------------------------------------------------------------------------- | ------------------------ |
| 1   | Stati Uniti       | -                            | Rappresentativa della nazione ospitante              | 7 (1985, 1989, 1991, 1993, 1996, 1998, 2000)                                      | Stati Uniti 2000         |
| 2   | Canada            | 27 febbraio 2000             | Rappresentativa della nazione detentrice del titolo  | 7 (1977, 1981, 1985, 1991, 1993, 1996, 2000)                                      | Stati Uniti 2000         |
| 3   | Ecuador           | -                            | Ospite della manifestazione (CONMEBOL)               | -                                                                                 | Esordiente               |
| 4   | Corea del Sud     | -                            | Ospite della manifestazione (AFC)                    | 1 (2000)                                                                          | Stati Uniti 2000         |
| 5   | Messico           | -                            | Qualificata di diritto                               | 13 (1963, 1965, 1967, 1969, 1971, 1973, 1977, 1981, 1991, 1993, 1996, 1998, 2000) | Stati Uniti 2000         |
| 6   | Trinidad e Tobago | 22 maggio 2001               | 1ª classificata della Coppa dei Caraibi 2001         | 10 (1967, 1969, 1971, 1973, 1985, 1989, 1991, 1996, 1998, 2000)                   | Stati Uniti 2000         |
| 7   | Haiti             | 22 maggio 2001               | 2ª classificata della Coppa dei Caraibi 2001         | 8 (1963, 1965, 1969, 1973, 1977, 1981, 1985, 2000)                                | Stati Uniti 2000         |
| 8   | Martinica         | 24 maggio 2001               | 3ª classificata della Coppa dei Caraibi 2001         | 1 (1993)                                                                          | Stati Uniti-Messico 1993 |
| 9   | Guatemala         | 3 giugno 2001                | 1ª classificata della Coppa delle nazioni UNCAF 2001 | 12 (1963, 1965, 1967, 1969, 1973, 1977, 1985, 1989, 1991, 1996, 1998, 2000)       | Stati Uniti 2000         |
| 10  | Costa Rica        | 3 giugno 2001                | 2ª classificata della Coppa delle nazioni UNCAF 2001 | 10 (1963, 1965, 1969, 1971, 1985, 1989, 1991, 1993, 1998, 2000)                   | Stati Uniti 2000         |
| 11  | El Salvador       | 3 giugno 2001                | 3ª classificata della Coppa delle nazioni UNCAF 2001 | 8 (1963, 1965, 1977, 1981, 1985, 1989, 1996, 1998)                                | Stati Uniti 1998         |
| 12  | Cuba              | 5 agosto 2001                | Vincente del Playoff interzona                       | 3 (1971, 1981, 1998)                                                              | Stati Uniti 1998         |

Nella sezione "partecipazioni precedenti al torneo", le date in grassetto indicano che la nazione ha vinto quella edizione del torneo, mentre le date in corsivo indicano la nazione ospitante.

## Stadi
| Pasadena         | Miami Pasadena | Miami             |
| Rose Bowl        | Miami Pasadena | Miami Orange Bowl |
| Capacità: 93.000 | Miami Pasadena | Capacità: 74.000  |
|                  | Miami Pasadena |                   |

## Fase finale

### Fase a gruppi

#### Gruppo 1

##### Classifica
| Pos | Squadra     | P.ti | G | V | N | P | GF | GS | DR |
| --- | ----------- | ---- | - | - | - | - | -- | -- | -- |
| 1   | Messico     | 6    | 2 | 2 | 0 | 0 | 4  | 1  | +3 |
| 2   | El Salvador | 3    | 2 | 1 | 0 | 1 | 1  | 1  | 0  |
| 3   | Guatemala   | 0    | 2 | 0 | 0 | 2 | 1  | 4  | -3 |

##### Risultati
| Arbitro: | Zambrano |

|  |           |            |
|  | Marcatori | 31’ García |

| Arbitro: | Prendergast |

|                                   |           |          |
| Bautista 28’ Garcés 38’ Ochoa 90’ | Marcatori | 36’Plata |

| Arbitro: | Zambrano |

|  |           |             |
|  | Marcatori | 58’ Cabrera |

#### Gruppo 2

##### Classifica
| Pos | Squadra       | P.ti | G | V | N | P | GF | GS | DR |
| --- | ------------- | ---- | - | - | - | - | -- | -- | -- |
| 1   | Stati Uniti   | 6    | 2 | 2 | 0 | 0 | 3  | 1  | +2 |
| 2   | Corea del Sud | 1    | 2 | 0 | 1 | 1 | 1  | 2  | -1 |
| 3   | Cuba          | 1    | 2 | 0 | 1 | 1 | 0  | 1  | -1 |

##### Risultati
| Arbitro: | Richard |

|                         |           |                    |
| Donovan 36’ Beasley 90’ | Marcatori | 38’ Song Chong-gug |

| Arbitro: | Pineda |

|  |           |             |
|  | Marcatori | 22’ McBride |

| Pasadena 23 gennaio 2002 | Corea del Sud | 0 – 0 | Cuba | Rose Bowl (12.906 spett.)\| Arbitro: \| Bynoe \| |
| Arbitro:                 | Bynoe         |       |      |                                                  |

#### Gruppo 3

##### Classifica
| Pos | Squadra           | P.ti | G | V | N | P | GF | GS | DR |
| --- | ----------------- | ---- | - | - | - | - | -- | -- | -- |
| 1   | Costa Rica        | 4    | 2 | 1 | 1 | 0 | 3  | 1  | +2 |
| 2   | Martinica         | 3    | 2 | 1 | 0 | 1 | 1  | 2  | -1 |
| 3   | Trinidad e Tobago | 1    | 2 | 0 | 1 | 1 | 1  | 2  | -1 |

##### Risultati
| Arbitro: | Alcalá |

|  |           |                         |
|  | Marcatori | 38’ Medford 55’ Fonseca |

| Arbitro: | Hall |

|             |           |          |
| Fonseca 56’ | Marcatori | 90’ John |

| Arbitro: | Sibrián |

|  |           |            |
|  | Marcatori | 51’ Percin |

#### Gruppo 4

##### Classifica
| Pos | Squadra | P.ti | G | V | N | P | GF | GS | DR |
| --- | ------- | ---- | - | - | - | - | -- | -- | -- |
| 1   | Canada  | 3    | 2 | 1 | 0 | 1 | 2  | 2  | 0  |
| 2   | Haiti   | 3    | 2 | 1 | 0 | 1 | 2  | 2  | 0  |
| 3   | Ecuador | 3    | 2 | 1 | 0 | 1 | 2  | 2  | 0  |

NB: Canada, Haiti ed Ecuador chiudono il girone con lo stesso numero di punti, gol realizzati e gol subiti; per questo motivo si rende necessario il lancio della moneta.

##### Risultati
| Arbitro: | Moreno Salazar |

|  |           |                  |
|  | Marcatori | 28’, 48’ McKenna |

| Arbitro: | Batres |

|  |           |                             |
|  | Marcatori | 6’ (aut.) Méndez 44’ Alerte |

| Arbitro: | Hall |

|  |           |                   |
|  | Marcatori | 88’, 90’ Aguinaga |

### Fase a eliminazione diretta

#### Tabellone
|  | Quarti di finale  | Quarti di finale |             |               | Semifinali                | Semifinali                |  |  | Finale     | Finale |
|  |                   |                  |             |               |                           |                           |  |  |            |        |
|  | 26 gennaio        |                  |             |               |                           |                           |  |  |            |        |
|  |                   |                  |             |               |                           |                           |  |  |            |        |
|  | 1D. Canada        | 1 (6)            |             |               |                           |                           |  |  |            |        |
|  | 1D. Canada        | 1 (6)            | 30 gennaio  |               |                           |                           |  |  |            |        |
|  | 2C. Martinica     | 1 (5)            |             |               |                           |                           |  |  |            |        |
|  | 2C. Martinica     | 1 (5)            | Canada      | 0 (2)         |                           |                           |  |  |            |        |
|  | 27 gennaio        |                  | Canada      | 0 (2)         |                           |                           |  |  |            |        |
|  |                   | Stati Uniti      | 0 (4)       |               |                           |                           |  |  |            |        |
|  | 1B. Stati Uniti   | Stati Uniti      | 0 (4)       | 4             |                           |                           |  |  |            |        |
|  | 1B. Stati Uniti   |                  | 2 febbraio  | 4             |                           |                           |  |  |            |        |
|  | 2A. El Salvador   | 0                |             |               |                           |                           |  |  |            |        |
|  | 2A. El Salvador   | 0                | Stati Uniti | 2             |                           |                           |  |  |            |        |
|  | 26 gennaio        |                  | Stati Uniti | 2             |                           |                           |  |  |            |        |
|  |                   | Costa Rica       | 0           |               |                           |                           |  |  |            |        |
|  | 1C. Costa Rica    | Costa Rica       | 0           | 2             |                           |                           |  |  |            |        |
|  | 1C. Costa Rica    | 30 gennaio       |             | 2             |                           |                           |  |  |            |        |
|  | 2D. Haiti         | 1                |             |               |                           |                           |  |  |            |        |
|  | 2D. Haiti         | 1                | Costa Rica  | 3             | Finale per il terzo posto | Finale per il terzo posto |  |  |            |        |
|  | 27 gennaio        |                  | Costa Rica  | 3             | Finale per il terzo posto | Finale per il terzo posto |  |  |            |        |
|  |                   | Corea del Sud    | 1           |               |                           |                           |  |  |            |        |
|  | 1A. Messico       | Corea del Sud    | 1           | 0 (2)         | Canada                    | 2                         |  |  |            |        |
|  | 1A. Messico       |                  |             | 0 (2)         | Canada                    | 2                         |  |  |            |        |
|  | 2B. Corea del Sud | 0 (4)            |             | Corea del Sud | 1                         |                           |  |  |            |        |
|  | 2B. Corea del Sud | 0 (4)            |             |               | 1                         |                           |  |  |            |        |
|  |                   |                  |             |               |                           |                           |  |  | 2 febbraio |        |
|  |                   |                  |             |               |                           |                           |  |  |            |        |

#### Quarti di finale
| Arbitro: | Batres |

|                                                         |                      |                                                     |
| McKenna 73’                                             | Marcatori            | 63’ (aut.) Rogers                                   |
| McKenna Brennan De Rosario Nsaliwa De Vos Stalteri Bent | Tiri di rigore 6 – 5 | Lupon Clement DiCanot Mirande Reuperne Heurlie Lina |

| Arbitro: | Alcala |

|                      |           |            |
| Centeno 2’ Gómez 97’ | Marcatori | 62’ Pierre |

| Arbitro: | Richard |

|                                |           |  |
| McBride 9’, 11’, 21’ Razov 72’ | Marcatori |  |

| Arbitro: | Pineda |

|                             |                      |                                                         |
| Noriega De Anda Sosa Hierro | Tiri di rigore 2 – 4 | Lee Eul-Yong Lee Dong-gook Choi Sung-Yong Lee Young-Pyo |

#### Semifinali
| Arbitro: | Sibrian |

|                             |           |                    |
| Gomez 44’ Wanchope 77’, 82’ | Marcatori | 81’ Choi Jin-Cheul |

| Arbitro: | Prendergast |

|                                     |                      |                              |
| McKenna Stalteri De Rosario Nsaliwa | Tiri di rigore 2 – 4 | Donovan McBride Agoos Mathis |

#### Finale per il 3º posto
| Arbitro: | Bynoe |

|                                       |           |                 |
| Kim Do-hoon 34’ (aut.) De Rosario 35’ | Marcatori | 15’ Kim Do-hoon |

#### Finale
| Arbitro: | Batres |

|                     |           |  |
| Wolff 37’ Agoos 63’ | Marcatori |  |

## Statistiche

### Classifica marcatori
4 reti
- Brian McBride

3 reti
- Kevin McKenna

2 reti
- Rolando Fonseca
- Rónald Gómez
- Paulo Wanchope
- Álex Aguinaga

1 rete
- Dwayne De Rosario
- Wálter Centeno
- Hernán Medford
- Santos Dagoberto Cabrera
- Juan Carlos Plata
- Charles Alerte
- Golman Pierre
- Patrick Percin
- Adolfo Bautista
- Marco Garcés
- Jair García

- Carlos Ochoa
- Choi Jin-cheul
- Kim Do-hoon
- Song Chong-gug
- Stern John
- Jeff Agoos
- DaMarcus Beasley
- Landon Donovan
- Ante Razov
- Josh Wolff

Autoreti
- Mark Rogers (contro Martinica)
- Kim Do-hoon (contro Canada)
- Édison Méndez (contro Haiti)

### Premi
- Golden Ball Award:  Brian McBride
- Golden Boot Award:  Brian McBride
- Golden Glove Award:  Lars Hirschfeld
- Fair Play Award:  Costa Rica
- Gold Cup Best XI:

| Portiere                           | Difensori                                                              | Centrocampisti                                                                                       | Attaccanti                                                            |
| ---------------------------------- | ---------------------------------------------------------------------- | --- | --------------------------------------------------------------------- |
| Odelín Molina Riserva Shaka Hislop | Luis Marín Jeff Agoos Jason DeVos Riserve Ludovic Mirande Pierre Bruny | Luis Sosa Mauricio Solís Landon Donovan Kim Nam-Il Rónald Gómez Riserve Santos Cabrera Álex Aguinaga | Kevin McKenna Brian McBride Riserve Ronald Cerritos Juan Carlos Plata |